# Андрій Абазин
Андрі́й Абази́н (Абазинець) (?—1703, Шаргород) — діяч Війська Запорозького, брацлавський полковник у 1684-1703 роках, один із керівників антипольського козацького постання наприкінці XVII — на початку XVIII століть у Правобережній Україні. 

## Короткі відомості
Згідно з поширеною версією був сином турецького візира Мехмеда Абази-паші, що походив з абазинського княжого роду, та незнаної доньки польського гетьмана Станіслава Жолкевського.
Учасник спільного походу коронного і козацького військ проти турецьких військ у Молдову в 1686-1687 роках. У 1691-1696 роках брав участь у походах на турецькі фортеці Кизикермен, Буджак, Очаків, Тягиню. Організатор оборони від нападів турецько-татарського війська.
В 2-й половині 80-х рр. 17 століття разом з Семеном Палієм, Самійлом Самусем, та Захаром Іскрою формував козацьки полки, що вели боротьбу проти Речі Посполитої на правобережній Україні.
У 1702-1703 роках очолив повстання козаків Брацлавщини й мешканців Поділля проти Речі Посполитої. Наприкінці жовтня 1702 року Абазин разом із загонами богуславського полковника Самійла Самуся брав участь в облозі Білої Церкви, взятті Немирова, Бара та інших міст Поділля.
За переказами, наприкінці 1702 — на початку 1703 року Абазин перебував на території нинішнього Борщівського району Тернопільської області, організовуючи місцевих жителів на збройні виступи.
Під час війни проти поляків (1702) узяв фортецю Немирів. Потім у лютому 1703 року в бою під Ладижином (тепер місто Вінницької області) був тяжко поранений і потрапив у полон. За наказом польного гетьмана Адама Миколая Сенявського був підданий тортурам і посаджений на палю в Шаргороді.
Від одного з його синів, Іллі Андрійовича Абази, вів своє походження відомий дворянський рід Абаза, представники якого займали високі державні посади в Російській імперії.

## У літературі
- Дилогія «Честь і плаха. Сторінки невідомої історії часів великої Руїни (1664—1703 роки)» [Архівовано 23 грудня 2015 у Wayback Machine.]  — історичний роман Олександра Дмитрука